# Кубок Короля Бахрейну з футболу 2021—2022
Кубок Короля Бахрейну з футболу 2021—2022 — 67-й розіграш кубкового футбольного турніру у Бахрейні. Титул володаря кубка вперше здобув Аль-Халдія.

## Календар
| Раунд                 | Дата               | Матчі | Клуби   |
| --------------------- | ------------------ | ----- | ------- |
| Кваліфікаційний раунд | 25-26 серпня 2021  | 4     | 20 → 16 |
| 1/8 фіналу            | 23-26 вересня 2021 | 8     | 16 → 8  |
| 1/4 фіналу            | 28-29 грудня 2021  | 4     | 8 → 4   |
| 1/2 фіналу            | 9-10 лютого 2022   | 2     | 4 → 2   |
| Фінал                 | 5 березня 2022     | 1     | 2 → 1   |

## 1/8 фіналу
| Команда 1       | Рахунок      | Команда 2       |
| --------------- | ------------ | --------------- |
| 23 вересня 2021 |              |                 |
| Іст Ріффа       | 1:1 пен. 4:2 | Бахрейн (2)     |
| Манама Клаб     | 2:0          | Калалі (2)      |
| 24 вересня 2021 |              |                 |
| Аль-Наджма      | 3:0          | Бусайтін (2)    |
| Аль-Ріффа       | 2:1          | Аль-Хала        |
| 25 вересня 2021 |              |                 |
| Аль-Мухаррак    | 3:1          | Малкія (2)      |
| Будая           | 1:1 пен. 1:4 | Аль-Халдія      |
| Аль-Аглі        | 4:0          | Аль-Іттіфак (2) |
| 26 вересня 2021 |              |                 |
| Аль-Хідд        | 2:1          | Сітра (2)       |

## 1/4 фіналу
| Команда 1      | Рахунок      | Команда 2   |
| -------------- | ------------ | ----------- |
| 28 грудня 2021 |              |             |
| Іст Ріффа      | 1:1 пен. 4:3 | Манама Клаб |
| Аль-Мухаррак   | 0:0 пен. 1:4 | Аль-Ріффа   |
| 29 грудня 2021 |              |             |
| Аль-Аглі       | 1:1 пен. 7:8 | Аль-Наджма  |
| Аль-Хідд       | 0:3          | Аль-Халдія  |

## 1/2 фіналу
| Команда 1      | Рахунок | Команда 2  |
| -------------- | ------- | ---------- |
| 9 лютого 2022  |         |            |
| Аль-Наджма     | 0:2     | Аль-Халдія |
| 10 лютого 2022 |         |            |
| Іст Ріффа      | 2:0     | Аль-Ріффа  |

## Фінал
| 5 березня 2022 17:15 (EEST) |

| Аль-Халдія                                                      | 0:0      | Іст Ріффа                                       |
| --------------------------------------------------------------- | -------- | ----------------------------------------------- |
|                                                                 | Протокол |                                                 |
|                                                                 | Пенальті |                                                 |
| Абдуллатіф · Аль-Хумайдан · Саїд · Абдуллах · Аль-Ардан · Адель | 4:3      | Аббас · Хашім · Ясер · Аль-Мурджан · Обус · Іса |

| Бахрейнський національний стадіон, Ріффа |